# Cibitoke (Bujumbura)
Cibitoke è un comune del Burundi situato nella provincia di Bujumbura Mairie con 55.168 abitanti (stima 2004)